# Ecgberht II. (Northumbria)

England um 878

Ecgberht II. (auch Egbert, Ecgberct, Ecgbriht, Ecgbryht; † um 878 oder 888) war seit 876 König im angelsächsischen Northumbria.

## Leben
Nach dem Sturz des Marionettenkönigs Ecgberhts I. der dänischen Wikinger hatte Ricsige 872 die Herrschaft im Land übernommen. Bereits 874 (oder 875) kehrte Halfdan Ragnarsson mit dem Großen Heidnischen Heer zurück und eroberte den südlichen Teil des Landes zurück.
Nachdem Ricsige 876 gestorben war, übernahm Ecgberht II. die Herrschaft über den nördlichen Teil des Landes, der in etwa Bernicia entsprochen haben dürfte. Es gibt keine Hinweise darauf, dass er in seiner Herrschaft von den Dänen abhängig war. Der Tod Ecgberhts wird zumeist um das Jahr 878 angesetzt, als Northumbria in das Königreich Jórvík eingegliedert wurde, doch möglicherweise herrschte Ecgberht im Norden des Landes bis 888.